# Rhectosemia viriditincta
Rhectosemia viriditincta là một loài bướm đêm trong họ Crambidae.